# Iglesia de Nuestra Señora de la Asunción (Viso del Marqués)
La iglesia de Nuestra Señora de la Asunción es un inmueble de la localidad española de Viso del Marqués, en la provincia de Ciudad Real.

## Descripción
Los inicios de la construcción de la iglesia, que se encuentra bajo la advocación de la Asunción de Nuestra Señora, se remontarían al menos al siglo XV. Hay motivos escultóricos representando la caza del jabalí. El edificio, que alberga un cocodrilo disecado, aparece mencionado en el decimosexto volumen del Diccionario geográfico-estadístico-histórico de España y sus posesiones de Ultramar de Pascual Madoz, en la entrada correspondiente a Viso del Marqués, de la siguiente manera:

igl. parr. (la Asuncion de Ntra. Sra.) curato de primer ascenso y de patronato del señor marqués de Santa Cruz: en el coro se halla un cocodrilo disecado de 5 varas de largo.
(Madoz, 1850, p. 335)